# 李豊 (蜀漢)
李 豊（り ほう）は、中国三国時代の蜀漢の武将。荊州南陽郡の人。父は李厳（李平）。

## 事跡
章武8年（230年）、江州に駐屯していた李厳は、魏将曹真を迎撃するために漢中へ向かった。李豊は諸葛亮の上表によって江州都督督軍に任命され、父の職務をそのまま司った。諸葛亮によれば、この人事は李厳の膨大な権力欲を満たすための止むを得ないものであったとしている。
翌章武9年（231年）、李平（李厳が前年に改名）は兵糧輸送に失敗した責任を諸葛亮に転嫁しようとした咎で罷免され、李豊は従事中郎となった。諸葛亮は「李平が心から反省し、あなたが長史の蔣琬とともに職務に専念すれば、復職の道もあるだろう」という趣旨の書簡を李豊に送っている。その後、李豊は朱提太守まで昇進した。
小説『三国志演義』にも登場し、魏に寝返っていた孟達が、再び蜀漢に帰参しようとしていることを諸葛亮に告げた。李厳罷免の経緯は史実通りであるが、この際李豊は長史に任命されている。
字は不明だが、2010年の中国ドラマ『三国志 Three Kingdoms』では「安国」と設定されている。